# Вербка (Гайсинський район)
Ве́рбка — село в Україні, у Чечельницькій селищній громаді Гайсинського району Вінницької області
Велике і давнє село Вербка. Засноване  воно наприкінці 17 ст. У 18 ст. село називалося Старжинці, а в 19 ст. до 60-х років — Стара Вербка, а потім Велика Вербка, що розташоване на лівому березі річки Савранка. Частина села, що на правому березі, називалася Слободо-Вербка. За переказами, люди там поселилися пізніше.

## Географія
У селі річка Безіменна впадає у Саврань, праву притоку Південного Бугу.

## Історія
До 1794 року селом володіли князі Любомирські, а потім граф Гудович, від нього село перейшло до князя Орлова. Нестерпний кріпосний гніт змушував селян іти на заробітки в місто після збору убогого врожаю, штовхав їх на боротьбу з поміщиками. Так, влітку 1848 року селяни відмовилися відбувати панщину в графа Гудовича. 
У 1876 році на схід від села (за 2,5 км.) був побудований цукровий завод, який належав графу Орлову. Злиденні копійки могли заробити селяни, працюючи на ньому робітниками низької кваліфікації, бо здобути кваліфікацію неграмотному було важко.
У 1901 році населення  становило 1701 осіб, з них чоловіків — 892, жінок — 849. Жителі села займалися землеробством, а також різними ремеслами: виготовленням возів, гончарством, бондарством, були серед населення кравці і шевці.
Під час революції навесні 1906 року революційним рухом була охоплена вся Подільська губернія. Особливого розмаху набрав він в Ольгопільському й Гайсинському повітах, у тому числі у Вербці, Куренівці, Бритавці. Влітку 1906 року революційний рух наростає. Селяни вимагали від князя Орлова збільшення земельних наділів, збільшення платні. Про це свідчить телеграма пристава Ольгопільського повіту Подільському губернатору про сільськогосподарські страйки в селах Вербка, Куренівка, Бритавка: «Крестьяне селений Бритавка, Вербка и Куренёвка утром 27 июля при руководстве сельских старост прогнали рабочих-служащих экономии орендаторов Зелевского, Гуляницкого, потребовали увеличения платы, угрожая разгромом. Для недопущения возврата прогнанных рабочих оставили в экономиях торожей. Вызвал эскадрон с Городищ, до прибытия его нахожусь на сахарном заводе, приняв возможное предупреждение /Пристав Лукашевич/».
Присланий військовий загін жорстоко розправився з селянами. Декілька селян було відправлено в Ольгопільську тюрму на 6-12 місяців.
У період столипінської реакції становище сільської бідноти погіршилося. Селянський рух проти поміщиків і куркулів набирав різних форм: відмова платити податки, вирубування лісу. Селяни змушені були орендувати землю у поміщиків, обробляти за це поміщицьку землю або працювати за частину врожаю — за 10-12 сніп.

### Воєнні роки (Перша світова війна)
Перша світова війна, яка розпочалася в 1914 році, ще більше погіршила становище селян, а тому почастішали їх виступи в 1916—1917 роках. Як і більшість сіл Ольгопільського повіту, село Вербка було охоплене аграрним рухом. Велику допомогу селянам в їх справедливій боротьбі надавали солдати 17 піхотного полку, розташованого в той час в Ольгопільському повіті.
Звістка про повалення самодержавства у лютневій революції 1917 була сприйнята селянами з радістю і стала поштовхом для дальшого зростання революційного руху. Влітку 1917 року більшість сільськогосподарських робітників села узяла участь у страйку.
На початку 1918 року село захопили більшовики і оголосили про встановлення радянської влади. Навесні 1918 року в село ввійшли австро-німецькі війська. У серпні 1919 року в селі з полком бригади Григорія Котовського вели боротьбу частини Армії УНР.

### Повоєнні роки
Перехід до мирного життя відбувався у складних умовах. Господарство було зруйноване. Валовий збір зерна зменшився майже утроє порівняно з 1913 роком. 
Комітет незаможних селян було створено в 1920 році, який став опорою партії і Радянської влади. Очолив його Юстифій Новіцький. КНС відбирав у заможних селян і середняків "надлишки" хліба, землі, інвентаря, худоби.
Агітаційно-масова, організаторська робота в селі проводилася під керівництвом райкому партії. Велику роль у проведенні цієї роботи відігравала парторганізація Чечельницького цукрозаводу. Заводський драмгурток систематично ставив п'єси на революційну тематику.
Значного розвитку набуває на селі освіта. Якщо перед першою світовою війною у початкових класах навчався 31 учень, то у 1920 році — 89 учнів. Велику увагу було приділено ліквідації неписьменності. Ця робота проводилася через гуртки, а також шляхом індивідуального навчання. Розгорнулася культурно-освітня робота. На початку 20-х років працювали два сільбуди, при яких було дві бібліотеки з книжковим фондом 650 примірників.
Розпочала свою діяльність споживча кооперація. Значну роботу серед жителів села проводив сільбуд. При сільбуді працювали такі гуртки: сільськогосподарський — 15 членів, кооперативний — 11 членів, драмсекція — 25 членів, співочий — 15 членів, військовий — 12 членів. Бібліотечний фонд становив 339 книг, читачів — 138 чоловік, з них постійних — 35. Виписувалося 15 примірників газет. У 30-х роках особливо посилилася виховна і культосвітня робота. У першій половині 30-х років добре працювали політшколи І і ІІ ступеня, у яких поряд з політнавчанням вивчали історію, географію, природознавство і навіть математику. Обома ступенями школи було охоплено 76 комсомольців і позаспілкової молоді.
Райкомом партії, райвиконкомом проводилася велика підготовча робота по створенню колективних господарств на селі. Частина селян села Вербки, які мали земельні наділи, працювали у цукрозаводі.
У 1931 році були організовані колгосп ім. Сталіна, першим головою якого був Запольський Максим, колгосп  «П'ятирічка» (перший голова — Хлівний Т. А.), колгосп «14-річчя Жовтня» (перший голова — Лебідь М. Ф.). Всього було створено  6 сільськогосподарських артілей.
1931 року в селі Вербка був перший випуск семирічної школи.

### Друга світова війна
Понад 900 жителів Вербки були призвані до лав РСЧА. У лютому 1942 року формується більшовицьке підпілля, ініціатором якого став комуніст Л. Ф. Підгаєцький. 17 березня 1944 року Радянська Армія звільнила захопила північну частину села Вербка, що на лівому березі річки Савранка. Бої за південну частину села тривали до 23 березня 1944 року. Під час захоплення села Червоною армією загинуло 18 солдат і офіцерів, серед яких був рядовий Петро Петрович Бухтєєв із Саратовської області, танкісти з трьох підбитих танків Т-34. У 1949 році відбулося перезахоронення останків загиблих воїнів у братську могилу в центрі села. За кошти сільської Ради у 1953 році споруджено пам'ятник. Загалом понад 400 воїнів з Вербок втратили своє життя на фронтах Німецько-радянської війни.
Після війни колгоспи об'єднали, головою об'єднаного колгоспу ім. Калініна обрали Кулакова Леоніда Івановича, який пробув головою 17 років. З травня 1961 року по червень 1962 колгосп ім. Калініна був показово-дослідним господарством у Чечельницькому районі.
Поряд із сільським господарством досягла значних успіхів і народна освіта. Зростала матеріальна база, поліпшувалася навчально-виховна робота в школі. 

## Освіта
Лише у 1882 році в селі Вербка була відкрита церковно-приходська школа, навчання в якій проводилося по церковних книгах, так як спеціальних підручників не було. Тільки діти заможних  селян могли отримати початкову освіту. Спочатку школа містилася в найманому будинку, а в 1894 році — у власному. У 1889 році було відкрито школу грамоти для хлопчиків, а в 1897 році — для дівчаток.
У довоєнний час і до 1950 року на території села діяло дві школи. Вербська початкова школа знаходилася на другій частині села через річку Савранка і розміщувалась у двох будинках, у третьому була майстерня. Директором школи був Видмиш Іван Кирилович.
Вербська семирічна школа була в центрі села і займала п'ять будинків.
Директором школи був Горбатюк Іван Карпович.
В обох школах навчалося близько 600 учнів. У 1950 році школи об'єднали і стали називати Вербська середня школа. Директором школи став Гордієнко Іван Євдокимович.
У 1965 році розпочали будівництво нової школи, розрахованої на 900 учнів. Десять років тривало будівництво. 11 листопада 1975 року навчання розпочалося у новій трьохповерховій школі. На 3 вересня 1975—1976 н.р. в школі нараховувалося 642 учні.
Керівниками школи були, крім вищеназваних, — Сандул Михайло Матвійович, Ковальчук Василь Хомич, Поворозний Михайло Лукич, Недзеленко Микола Васильович. На даний час школу очолює Зварищук Анатолій Миколайович.
Зі стін школи вийшли тисячі випускників. Понад 300 учнів нагороджені золотою медаллю, 390 — срібною медаллю. За відмінні успіхи у навчанні багато учнів нагороджені Похвальними листами.
За роки свого існування  школа славилася майстрами спорту, займала призові місця у багатьох видах спорту. Велика заслуга в цьому вчителя фізкультури Стрільчука Михайла Івановича, на даний час Нікітенко Олександр Іванович намагається «тримати планку», задану видатним учителем.
Випускники Вербської школи — люди різних професій. Девіз «Моя школа — моя гордість» передається з покоління в покоління. Традиційними стали зустрічі випускників усіх років. Багато випускників стали знаменитими та видатними людьми. Так, у школі була організована зустріч з випускницею школи 60-х років викладачем-методистом республіканського методичного коледжу, членом редколегії журналів «Дивослово» та «Рідні джерела», автором багатьох мовознавчих праць Антоніною Іванівною Мовчун. Земляки знають її як Засядівко і чують її приємний голос у передачах «Мамина школа» та «Золоті ворота».
Не забуває школу вчитель-історик Сергій Васильович Таранець - засновник шкільного краєзнавчого музею. Закінчивши аспірантуру Інституту української археографії та джерелознавства ім. М. С. Грушевського НАН України, випустив кілька десятків історичних книг, серед них «Куренёвское тримонастырье: история русского старообрядческого центра в Украине в 1675-1935 гг.», «Старообрядчество Подолии», "Історія села Куренівка". Дослідник історії та культури рідного краю брав участь у написанні книги «Нариси з історії Чечельника», присвяченої 500-річчю селища.
Випускник школи Сивак Іван Пилипович довгий час очолював політвідділ Зіркового містечка м. Москви, був дублером космонавта.
Славні люди вийшли зі стін школи: це генерал Василь Мойсейович Атаманенко; Косаківський Віктор Афанасійович, краєзнавець, старший викладач кафедри етнології Інституту історії, етнології і права Вінницького державного педагогічного університету; у селі народилася і провела дитячі роки видатний кінодраматург Лариса Шепітко.

## Вербка сучасна
На сьогоднішній день у школі є комп'ютерний клас, навчальні кабінети, дві майстерні, спортивний та актовий зали, бібліотека, їдальня, медичний пункт. Сьогодні у школі навчається 161 учень, навчальний процес здійснюють 22 педагоги.
У селі працює ДНЗ «Тепле гніздечко», дитячу установу відвідує 50 дітей. Також на території села діє амбулаторія сімейного типу, працює відділ зв'язку.
На даний час випускник Вербської школи Гончаренко Роман Васильович очолює СТОВ Агрофірма «Вербка», яке є одним із найкращих сільських господарств у районі.
До послуг  населення у центрі села — торговий комплекс: міні-маркет, продовольчі і промислові магазини, відділ зв'язку, сільський стадіон, сквер.
12 червня 2020 року, відповідно розпорядження Кабінету Міністрів України № 707-р «Про визначення адміністративних центрів та затвердження територій територіальних громад Вінницької області», село увійшло до складу Чечельницької селищної громади.
17 липня 2020 року, в результаті адміністративно-територіальної реформи і ліквідації Чечельницького району, село увійшло до складу Гайсинського району.

## Церковне життя
Важливе місце в житті вербчан займають церковні храми, які розташовані по ліву і праву сторони річки Савранки.
На лівій стороні річки, у центрі села, гордо здіймається в небесну височінь дерев'яна двокупольна споруда церкви, освяченої на честь Святого Миколая в 1895 році. Тому жителі лівої сторони села щороку в день Святого Миколая, 19 грудня, святкують храмове свято.
На правій стороні річки Савранки знаходиться церква Пречистої Богородиці Діви Марії, освяченої на другу Пречисту в 1875 році. За традицією, жителі правої сторони села від річки Савранки щороку святкують 21 вересня храмове свято.

## Пам'ятки
Поряд із селом розташований ботанічний заказник місцевого значення Вербська Дача.

## Населення

### Мова
Розподіл населення за рідною мовою за даними перепису 2001 року:
| Мова            | Кількість | Відсоток |
| --------------- | --------- | -------- |
| українська      | 2278      | 99.26%   |
| російська       | 16        | 0.70%    |
| інші/не вказали | 1         | 0.04%    |
| Усього          | 2295      | 100%     |